# Life on Mars?
«Life on Mars?» (с англ. — «Жизнь на Марсе?») — песня Дэвида Боуи, впервые выпущенная в 1971 году на альбоме Hunky Dory. В работе над песней, которую радиостанция BBC Radio 2 позже назвала «гибридом бродвейского мюзикла и живописи Сальвадора Дали», принял участие приглашённый клавишник Рик Уэйкман. Выпущенная как сингл в 1973 году, она достигла 3-го места в чарте Великобритании и оставалась в нём 13 недель. Спустя 30 лет песня вернулась в британский чарт на 55-е место, главным образом благодаря своему появлению в одноимённом английском телесериале. Нил Маккормик из британской газеты The Telegraph поставил её на первое место в своём списке 100 величайших песен всех времён.

## История создания
В 1968 году Боуи написал «Even a Fool Learns to Love», положив собственный текст на музыку французской песни «Comme d’habitude» 1967 года. Песня Боуи никогда не выпускалась, но Пол Анка купил права на оригинальную французскую версию и переписал её в «My Way», прославившую Фрэнка Синатру, будучи записанной на одноимённом альбоме 1969 года. Успех версии Анки побудил Боуи написать «Life on Mars?» как пародию на запись Синатры, аккорды песен тоже схожи.
Боуи отметил, что Уэйкман «украсил фортепианную партию» своей своеобразной мелодией, а гитарист Мик Ронсон «создал одну из своих первых и лучших гитарных партий» для песни. В надписи на обложке Hunky Dory указано, что песня была «вдохновлена Фрэнки». Для продвижения сингла Мик Рок снял видеоклип, в котором Боуи в бирюзовом костюме исполнял песню соло на белом фоне.

## Текст песни
Песня рассказывает о девушке, которая поругалась с родителями и смотрит телевизор, часто переключая каналы, и перед ней мелькают образы и строки из разных передач, новостей и фильмов.
Радиостанция Би-би-си назвала текст песни «Life on Mars?» «одним из самых странных из когда-либо написанных», состоящим из «множества сюрреалистичных образов», подобных картинам Сальвадора Дали.
Во время выпуска Hunky Dory в 1971 году Боуи определил тему песни как «реакцию чувствительной девушки на масс-медиа». В 1997 году он добавил: «Я думаю, что она разочарована действительностью, но, несмотря на это, ей твердят, что где-то есть жизнь прекраснее, и она горько разочарована оттого, что дверь в эту жизнь для неё закрыта».
Строчка «Look at those cavemen go» является отсылкой к песне «Alley Oop» — единственному хиту 1960 года американской ду-воп группы The Hollywood Argyles.

## Влияние на популярную культуру
Песня была использована в качестве названия и саундтрека одноимённого телесериала производства BBC. Она часто звучала на протяжении обоих сезонов телесериала, а также в его спин-оффе «Прах к праху». Она также использовалась в американской адаптации сериала.
В эпизоде «Воды Марса» британского телесериала «Доктор Кто» на Марсе была обнаружена космическая станция «Bowie Base One».
В четвёртом сезоне сериала «Американская история ужасов» хозяйка цирка Эльза Марс исполняет песню, представляя себя знаменитой певицей в красочном шоу. В этой сцене актриса Джессика Лэнг представлена в образе Дэвида Боуи из оригинального видеоклипа (бирюзовые костюм и веки).
Песня (наряду с «Space Oddity») воспроизводилась в автомобиле Илона Маска Tesla Roadster, который использовался в качестве полезной нагрузки при тестовом запуске ракеты SpaceX Falcon Heavy. За рулём сидел манекен в скафандре, названный Starman.

## Список композиций
Слова и музыка всех песен написаны Дэвидом Боуи.
1. «Life on Mars?» — 3:48
2. «The Man Who Sold the World» — 3:55

## Участники записи
- Дэвид Боуи — вокал
- Мик Ронсон — гитара
- Тревор Болдер — бас-гитара на «Life On Mars?»
- Мик Вудмэнси — ударные
- Рик Уэйкман — фортепиано на «Life on Mars?»
- Ральф Мейс — синтезатор на «The Man Who Sold The World»
- Тони Висконти — продюсер, бас-гитара на «The Man Who Sold the World»
- Кен Скотт — продюсер на «Life on Mars?»

## Чарты
| Год  | Чарт                              | Макс. позиция |
| ---- | --------------------------------- | ------------- |
| 1973 | Германия (Media Control Charts)   | 39            |
| 1973 | Ирландия (IRMA)                   | 4             |
| 1973 | Великобритания (UK Singles Chart) | 3             |
| 2007 | Великобритания (UK Singles Chart) | 55            |
| 2009 | Австралия (ARIA)                  | 67            |

## Кавер-версии
- Барбра Стрейзанд — ButterFly (1974)[13]

Некоторые критики посчитали кавер-версию Стрейзанд лучшим треком на её альбоме, однако сам Боуи был не в восторге: «Чертовски ужасная! Прости, Барб, но это было отвратительно».
- Hector — Hectorock I (1974), переведённый кавер «Sudenkorento»[15]
- Frida (солистка группы ABBA) — Frida Ensam (1975), переведённая версия швед. «Liv på Mars?»[16]
- The Flaming Lips — исполняли вживую в 1992 году, позже появилась на сингле «This Here Giraffe» (1996)[17]
- Phish часто исполняли песню на своих джем-сейшнах (наиболее часто в 1995 и 1996 годах)
- Анггун — Snow on the Sahara (1998)[18]
- The Divine Comedy — A Secret History: Best of the Divine Comedy (Limited Edition With Book, 1999)[19]
- Мишель Бранч — The Spirit Room (Digital Deluxe Edition, 2001)
- H Band — Live Body Live Spirit (2002)[20]
- Scala & Kolacny Brothers feat. Jasper Steverlinck — On the Rocks (International Version, 2006)[21]
- Seu Jorge — The Life Aquatic with Steve Zissou OST (2004)[22], The Life Aquatic Studio Sessions (2005)[23]
- G4 (группа, занявшая второе место в первом сезоне британского шоу талантов The X Factor) — G4 (2005)[24]
- L’Aura — Okumuki (2006)[25]
- Mig Ayesa — MiG (2007)[26]
- The Bad Plus — Prog (2007)[27]
- The Dresden Dolls — сборник .2 Contamination: A Tribute to David Bowie (2008)[28]
- The Thing — сборник Life Beyond Mars: Bowie Covered (2008)[29]
- VAMPS — на стороне «Б» сингла «Evanescent» (2009)[30]
- Керен Ан — сборник We Were So Turned On: A Tribute to David Bowie (2010)[31]
- Джессика Лэнг — саундтрек к четвертому сезону «Фрик шоу» сериала «Американская история ужасов»
- Aneurin Barnard — фильм Hunky Dory (2011)
- YUNGBLUD – трибьют Дэвиду Боуи (2021)